# Acanthophysellum
Acanthophysellum ist eine Pilzgattung aus der Familie der Schichtpilzverwandten (Stereaceae). Es handelt sich um eine der zahlreichen Satellitengattungen des Aleurodiscus-Komplexes. Die Vertreter der Gattung haben resupinate Fruchtkörper, besitzen Acanthohyphidien und haben glatte, amyloide Basidiosporen. Die Weißfäulepilze zeigen eine positive Phenoloxidasereaktion. Die Typusart der Gattung ist Acanthophysellum lividocoeruleum (P. Karst.) Parmasto.

## Merkmale
Die Vertreter der Gattung bilden resupinate Fruchtkörper, die fest am Substrat angewachsen sind. Die Fruchtkörper sind weiß, cremefarben, gelb oder grau gefärbt. Das Hyphensystem ist monomitisch und besteht aus dünnwandigen Hyphen, die Schnallen tragen können oder schnallenlos sind. Die Gloeozystiden sind zylindrisch, keulig oder häufig wie Pseudohyphidien geformt. Die Acanthohyphidien sind spindelig bis fast keulig und tragen ihre Auswüchse im oberen Teil. Die amyloiden, glatten Sporen sind ellipsoid, zylindrisch oder allantoid (würstchenförmig) und werden nicht sehr groß. Meist werden sie nur 12 µm lang, in seltenen Fällen können sie auch bis zu 17 µm lang sein.

## Systematik
Die Gattung Acanthophysellum wurde 1967 von Erast Parmasto eingeführt, um Aleurodiscus-Arten mit resupinaten Fruchtkörpern, Acanthohyphidien und glatten, amyloiden Basidiosporen von der artenreichen und polyphyletischen Gattung Aleurodiscus s. l. abzutrennen. Kurioserweise nennt Parmasto die Sporen in seiner lateinischen Originaldiagnose inamyloid. Da die Typusart Acanthophysellum lividocoeruleum aber amyloide Sporen hat und er die Gattung in die Tribus Aleurodisceae stellte, die sich durch amyloide Sporen auszeichnet, wird dies als typographischer Fehler angesehen. Neben der Typusart stellte Parmasto auch Acanthophysellum cerussatum var. cerussatum und Acanthophysellum cerussatum var. lapponicum in die neue Gattung. (Die Varietät lapponicus wird heute allgemein als eigene Art angesehen.) Im Jahr 2000 erweiterte S.H. Wu das Gattungskonzept und stellte sieben weitere Acanthophysium- bzw. Aleurodiscus-Arten in die Gattung. Gemeinsame Merkmale sind glatte Sporen, Acanthohyphidien, eine positive Phenoloxidase-Reaktion und ein Substratabbau über eine Weißfäule.
Spätere molekularphylogenetische Untersuchungen durch S.H. Wu und seine Coautoren (2001) und Ellen und Karl-H. Larsson (2003) zeigten aber, dass die Gattung nicht monophyletisch ist. A. lapponicum, A. cerussatum und A. canthophysellum sind nahe verwandt und werden heute in die Gattung Aleurodiscus s. l. gestellt, während Acanthophysellum bisporum eine eigene Abstammungslinie bildet. Die anderen, in der Gattung verbliebenen Arten wurden bisher noch nicht molekularbiologisch untersucht.
Überraschenderweise zeigten die molekularbiologischen Untersuchungen, dass Acanthophysellum lividocoeruleum und Xylobolus frustulatus (die Typusart der Gattung Xylobolus) phylogenetisch und morphologisch nahe verwandt sind. Daher werden beide Gattungen von einigen Mykologen auch als synonym angesehen. Allerdings unterscheidet sich Acanthophysellum lividocoeruleum von Xylobolus durch einige morphologische Eigenschaften. Während Acanthophysellum lividocoeruleum Phenoloxidase positiv ist und eine Weißfäule erzeugt, ist Xylobolus Phenoloxidase negativ und verursacht eine Weißlochfäule.